# سیارک ۴۹۱۳
سیارک ۴۹۱۳ (به انگلیسی: 4913 Wangxuan، نامگذاری:1965SO) چهار هزار و نهصد و سیزدهمین سیارک کشف شده‌است که در ۲۰ سپتامبر ۱۹۶۵ کشف شد.